# 国际社会主义者 (挪威)
国际社会主义者（挪威语：Internasjonale Sosialister）是挪威的一个已不存在的托洛茨基主义组织。该组织成立于1981年，它的起源则可以追溯到1970年代末社会主义左翼党的青年翼社会主义青年内部出现的“革命反对派”。2008年1月12日—13日，该组织召开大会，决定加入红党。该组织是国际社会主义倾向的成员。